# Yvignac-la-Tour
Yvignac-la-Tour is een gemeente in het Franse departement Côtes-d'Armor (regio Bretagne). De plaats maakt deel uit van het arrondissement Dinan. Yvignac-la-Tour telde op 1 januari 2022 1.106 inwoners.

## Geografie
De oppervlakte van Yvignac-la-Tour bedraagt 35,39 km², de bevolkingsdichtheid is 32 inwoners per km² (per 1 januari 2019).
De onderstaande kaart toont de ligging van Yvignac-la-Tour met de belangrijkste infrastructuur en aangrenzende gemeenten.

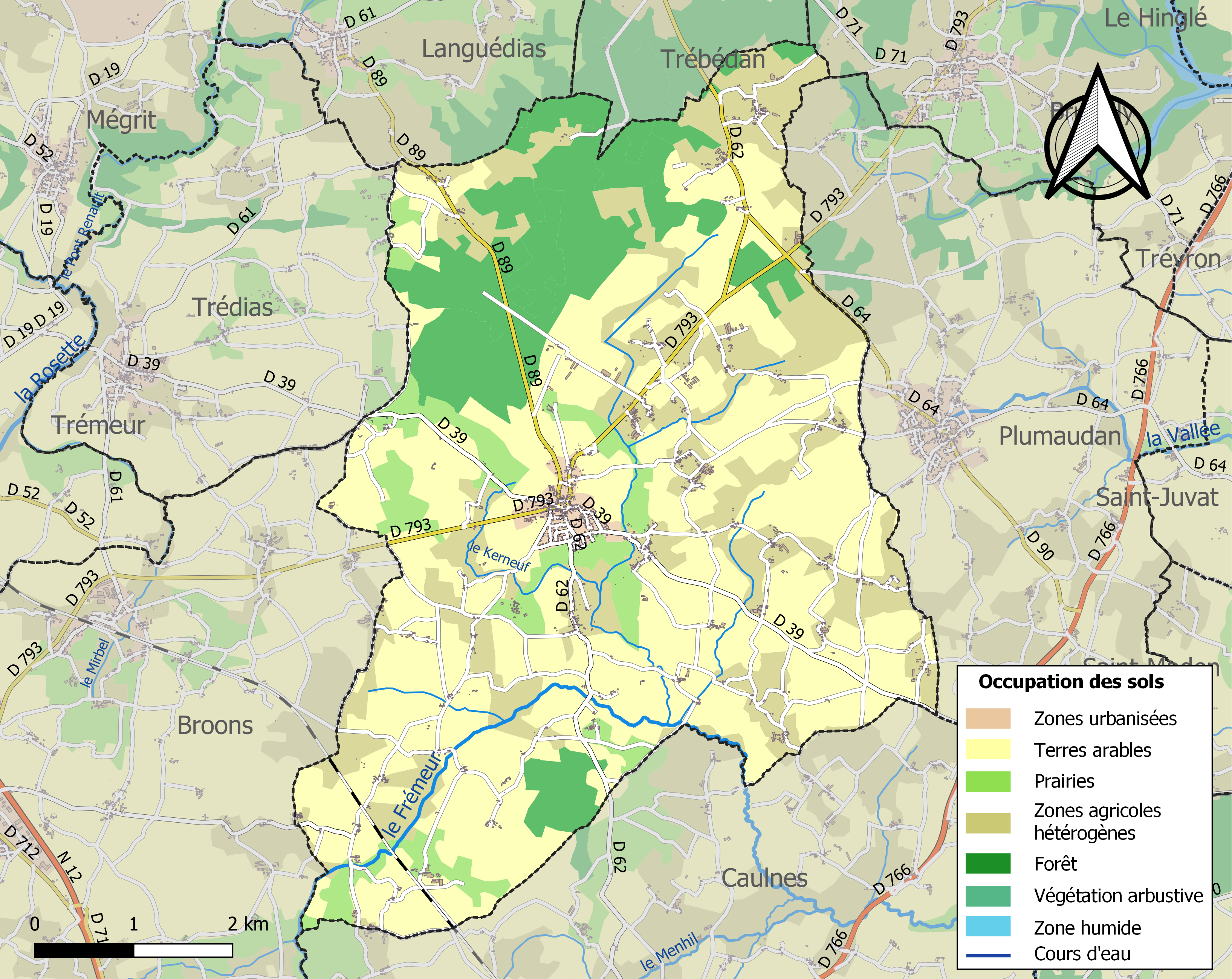

## Demografie
Onderstaande figuur toont het verloop van het inwonertal (bron: INSEE-tellingen).